# CB-rádió

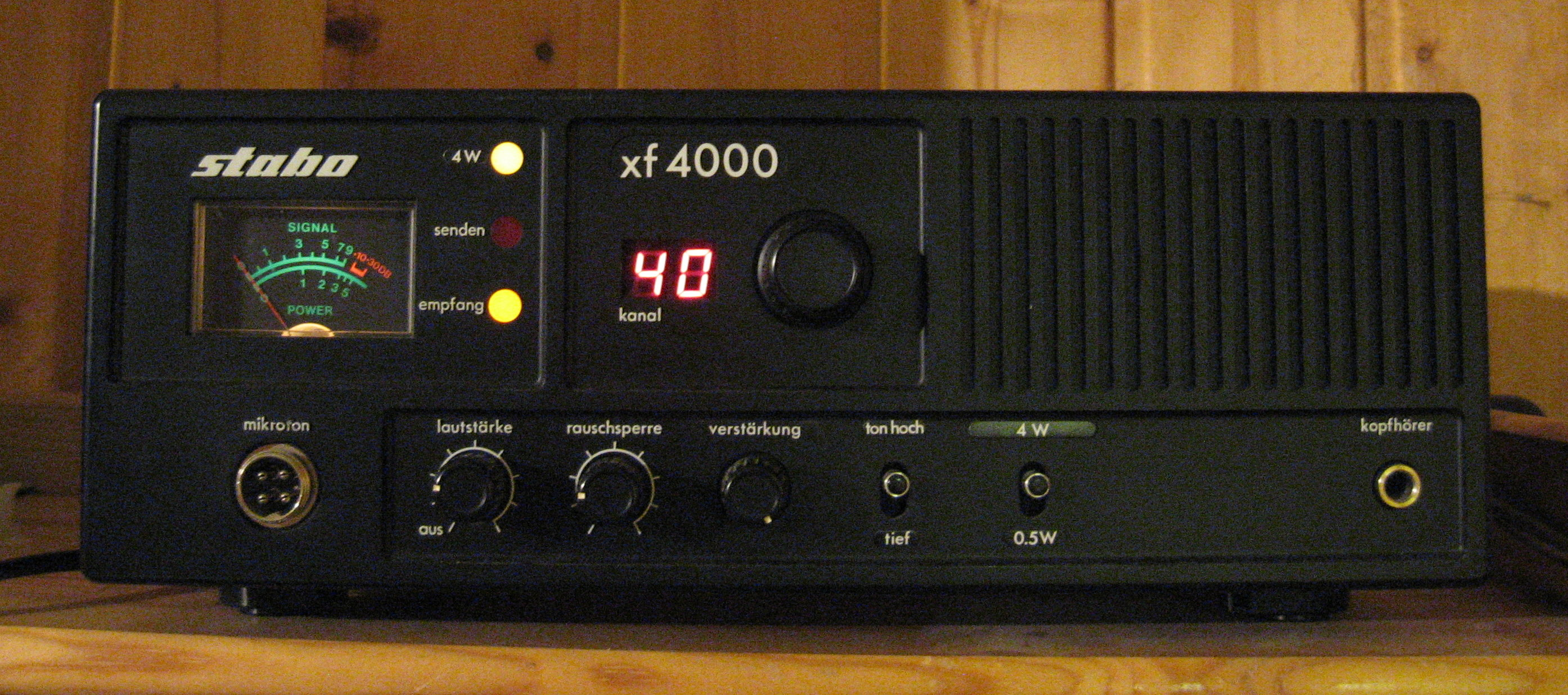
CB-rádió

A PR27 (PR: Personal Radio, magyarra fordítva „személyi rádió”, de ezt a kifejezést nem használják), régiesen CB (angol rövidítés a Citizen's Band radio kifejezésből, magyar kiejtéssel: „cébé”) félduplex összeköttetésre alkalmas rádiókommunikációs eszköz, amely nem engedélyköteles.

## Általános jellemzők
A CB a rövidhullámú tartomány vége felé, 27 megahertzes sávban működik, CEPT ajánlás szerint a 26 960 és 27 410 kHz közötti tartományban.
Ez a frekvenciasáv 450 kHz, amit 45 darab 10 kHz-es csatornára osztanak fel.
Másképp fogalmazva a csatornatávolság 10 kHz.
Az első csatorna 26 960 és 26 970 kHz között van, a vivőfrekvencia a csatorna közepén 26 965 kHz-en található.
A második csatorna vivőfrekvenciája 26 975 kHz.
Csak 40 csatorna engedélyezett a 45-ből, a 26 995, a 27 045, a 27 095, a 27 145, illetve a 27 195 kHz-es vivőfrekvenciájú csatornák kis teljesítményű távvezérlők (például a távirányítós játékautók) számára vannak fenntartva.
A csatornák számozása 1-től 40-ig tart, a nem engedélyezett frekvenciáknak nincs sorszáma; például a 11-es és 12-es csatorna vivőfrekvenciája között 20 kHz a távolság.
Ez a 40 csatorna azt jelenti, hogy egy területen egy időben 40 adó adhat anélkül, hogy egymás adását (vételét) zavarnák.
A csatornatávolság nem lehet tetszőlegesen kicsi, hiszen az átvinni kívánt információ (hang) továbbításához a vivőt modulálni kell.
Ezért van szükség a vivőfrekvenciák alatt és felett 5-5 kHz-re.
A CEPT egyezmény szerint használható modulációs mód az NBFM, azaz a „keskenysávú frekvenciamoduláció”.
Korábban megengedett volt az AM és az SSB (LSB, USB) üzemmódok használata is.
(A 40-es csatornán forgalmazó kamionosok viszont továbbra is az USB-t használják, ezzel ugyanis nagyobb távolságok hidalhatók át.)
A készülék – a CEPT egyezmény által hivatalosan engedélyezett – legnagyobb rádiófrekvenciás kimenőteljesítménye 4 watt lehet, ami városi környezetben néhány kilométeres hatótávolságot jelent.
A készülékekhez csatlakoztatható külső antenna.
A CB frekvenciák hullámhossza 11 m, ezért az antennát a hullámhossz arányában rövidítik a mobil vagy stabil antennákon is.
Legnagyobb nyereség mobilantennánál a 7/8 lambdás antennákkal érhető el.
A keskeny sáv legfeljebb ismétlő (papagáj) rendszerű átjátszók üzemelését teszi lehetővé.

## Felhasználása
A CB rádiót Magyarországon az 1990-es évekig tartó általános telefonhiány keltette életre. Ráadásul minden távközlő berendezés szigorúan ellenőrzött volt. Nagy eseménynek számított, hogy a polgári lakosságnak megengedték a rádió adó-vevő használatát. Spontán kialakuló barátságok, ismeretségek, akár szerelmek is születtek CB-rádión keresztül. Komplett „csatorna-klubok” alakultak ki. Kirándulásokat, játékokat szerveztek a CB rádió égisze alatt. Az örömnek az vetett véget, hogy a fuvarozók CB rádión keresztül kezdték a rendeléseiket intézni, kiszorították a „civileket”, mindennapossá váltak a veszekedések.
Az 1980-as években a taxisok CB-n vették fel a rendelési címeket. A rendszerváltás idején a rádió kulcsszerepet játszott a taxisblokád során. A legenda szerint ugyanis az országot megbénító fuvarozók mobiltelefon híján a CB rádió segítségével szervezték meg az országos tiltakozó akciójukat. Ugyanekkor a rendőrség is forgalmazott a CB sávokon, így a kommunikáció egy komolyabb vevőkészülékkel jól követhető volt. A 27 415 kHz és 27 855 kHz közötti felső 40 csatornát pedig cégek részére adta ki az akkori hatóság (kezdetben a Magyar Posta, 1989-től a Postai és Távközlési Felügyelet és a Frekvenciagazdálkodási Intézet, 1993-tól a Hírközlési Felügyelet, majd 2003-tól a Nemzeti Hírközlési Hatóság).
A 27 405 kHz–27 995 kHz közötti sávot (felső 40 csatorna) a CB-DX-erek használják szerte a világon, már több évtizedes múlttal. Akadnak olyan nagy klubok is, ahol a freebandernek is nevezett rádiósok száma tízezres nagyságrendekre rúg. Hasonló egyesület Magyarországon a nemzetközi 11 méteres DX-ben a Hotel Alfa Radio Club.

## Jogi helyzet
A CB rádióállomás nem tagja rádiószolgálatnak.
A készülék előállítása, módosítása engedélyköteles, a forgalomba hozatala bejelentésköteles.
Forgalomba hozott készülék – változtatás nélkül – szabadon vásárolható, eladható, üzemben tartható.
Mivel Magyarország csatlakozott a CEPT egyezményhez, ezért csak a CEPT előírásoknak megfelelő (CEPT címkés) rádió tartható üzemben; illetve az ilyen készülékek birtoklásához nem szükséges engedély.

## CB rádiók csatornakiosztása[1]
|      | A                               | B                 | C                 | D                                    | E | F | G                                    | H |
| 1    | Nemzeti felosztás               | Nemzeti felosztás | Nemzeti felosztás | Frekvenciasávok használati szabályai | Frekvenciasávok használati szabályai | Frekvenciasávok használati szabályai                                                                                                | Frekvenciasávok használati szabályai | Frekvenciasávok használati szabályai |
| 2    | Nemzeti felosztás               | Nemzeti felosztás | Nemzeti felosztás | Alkalmazás                           | Alkalmazás | Alkalmazás | Dokumentum                           | További szabály |
| 1129 | 26 510-27 500 kHz               | 26 510-27 500 kHz | 26 510-27 500 kHz | 26 510-27 500 kHz                    | 26 510-27 500 kHz | 26 510-27 500 kHz | 26 510-27 500 kHz                    | 26 510-27 500 kHz |
| 1130 | ÁLLANDÓHELYŰ                    | 5.150             | P                 | 1                                    | K | CB alkalmazások a 26 960–27 410 kHz sávban, a 26 995 kHz, 27 045 kHz, 27 095 kHz, 27 145 kHz és a 27 195 kHz frekvencia kivételével | ECC/DEC/(11)03 MSZ EN 300 433        | Csatornaosztás: 10 kHz Teljesítmény: - 4 W, szögmoduláció esetén, - 4 W (RMS), DSB moduláció esetén, - 12 W (PEP), SSB moduláció esetén. Egyedi engedélyezési kötelezettség alól mentesítve. |
| 1131 | MOZGÓ, a légi mozgó kivételével | 5.150             | P                 |                                      | K | CB alkalmazások a 26 960–27 410 kHz sávban, a 26 995 kHz, 27 045 kHz, 27 095 kHz, 27 145 kHz és a 27 195 kHz frekvencia kivételével | ECC/DEC/(11)03 MSZ EN 300 433        | Csatornaosztás: 10 kHz Teljesítmény: - 4 W, szögmoduláció esetén, - 4 W (RMS), DSB moduláció esetén, - 12 W (PEP), SSB moduláció esetén. Egyedi engedélyezési kötelezettség alól mentesítve. |
| 1132 |                                 |                   | PN                |                                      | | SRD |                                      | 3. melléklet 9.1. pont |
| 1133 |                                 | 3                 | PN                | K                                    | Általános alkalmazások a 26 957–27 283 kHz sávban                                                                                       | | 3. melléklet 9.2.1. pont             | |
| 1134 |                                 | 3                 | PN                | K                                    | Vasúti alkalmazások a 27 090–27 100 kHz sávban                                                                                          | | 3. melléklet 9.5.2. pont             | |
| 1135 |                                 | 3                 | PN                | K                                    | Rádiómeghatározó alkalmazások | | 3. melléklet 9.7.1. pont             | |
| 1136 |                                 | 3                 | PN                | K                                    | Modellirányító alkalmazások a 26 990–27 000 kHz, 27 040– 27 050 kHz, 27 090–27 100 kHz, 27 140–27 150 kHz és a 27 190–27 200 kHz sávban | | 3. melléklet 9.9.1. pont             | |
| 1137 |                                 | 3                 | PN                | K                                    | Induktív alkalmazások | | 3. melléklet 9.10.1. pont            | |
| 1138 |                                 | 5.150             | PN                | -                                    | U | ISM alkalmazások a 26 957–27 283 kHz sávban                                                                                         |                                      | |

A „felső 40 csatorna” sávblokkjára vonatkozó magyarországi sávterv:
| 1139 | 27,5–28 MHz  | 27,5–28 MHz | 27,5–28 MHz | 27,5–28 MHz | 27,5–28 MHz                   | 27,5–28 MHz                                                 | 27,5–28 MHz               | 27,5–28 MHz                                   |
| 1140 | METEOROLÓGIA |             | E           | 1           | K                             | Meteorológiai alkalmazások                                  |                           |                                               |
| 1141 | ÁLLANDÓHELYŰ | NJE         | N           | 1           | K                             | Pont-pont, pont-többpont rendszerek a 27,86–28 MHz sáv- ban | RR 24.1, 24.2 Bekezdés    | 3. melléklet 2.2. pont 4. melléklet           |
| 1142 |              | NJE         | N           | 1           | K                             | Katonai állandóhelyű rendszerek                             |                           | 3. melléklet 2.2. pont 4. melléklet           |
| 1143 | MOZGÓ        | NJE         | N           | 1           | K                             | Katonai mozgó rendszerek                                    |                           | 3. melléklet 4.1. pont 3. melléklet 4.4. pont |
| 1144 |              |             | PN          |             |                               | SRD                                                         |                           | 3. melléklet 9.1. pont                        |
| 1145 |              | 3           | PN          | K           | Rádiómeghatározó alkalmazások |                                                             | 3. melléklet 9.7.1. pont  |                                               |
| 1146 |              | 3           | PN          | K           | Induktív alkalmazások         |                                                             | 3. melléklet 9.10.1. pont |                                               |

A felső 40 csatorna szabad használata Magyarországon nem lehetséges.
| Csatorna | Csatornaközépi frekvencia (MHz) | Felhasználás                                                |
| -------- | ------------------------------- | ----------------------------------------------------------- |
| -45      | 26.515                          | Üzemi felhasználás, engedélyköteles                         |
| -44      | 26.525                          | Üzemi felhasználás, engedélyköteles                         |
| -43      | 26.535                          | Üzemi felhasználás, engedélyköteles                         |
| -42      | 26.545                          | Üzemi felhasználás, engedélyköteles                         |
| -41      | 26.555                          | Üzemi felhasználás, engedélyköteles                         |
| -40      | 26.565                          | Üzemi felhasználás, engedélyköteles                         |
| -39      | 26.575                          | Üzemi felhasználás, engedélyköteles                         |
| -38      | 26.585                          | Üzemi felhasználás, engedélyköteles                         |
| -37      | 26.595                          | Üzemi felhasználás, engedélyköteles                         |
| -36      | 26.605                          | Üzemi felhasználás, engedélyköteles                         |
| -35      | 26.615                          | Üzemi felhasználás, engedélyköteles                         |
| -34      | 26.625                          | Üzemi felhasználás, engedélyköteles                         |
| -33      | 26.635                          | Üzemi felhasználás, engedélyköteles                         |
| -32      | 26.645                          | Üzemi felhasználás, engedélyköteles                         |
| -31      | 26.655                          | Üzemi felhasználás, engedélyköteles                         |
| -30      | 26.665                          | Üzemi felhasználás, engedélyköteles                         |
| -29      | 26.675                          | Üzemi felhasználás, engedélyköteles                         |
| -28      | 26.685                          | Üzemi felhasználás, engedélyköteles                         |
| -27      | 26.695                          | Üzemi felhasználás, engedélyköteles                         |
| -26      | 26.705                          | Üzemi felhasználás, engedélyköteles                         |
| -25      | 26.715                          | Üzemi felhasználás, engedélyköteles                         |
| -24      | 26.725                          | Üzemi felhasználás, engedélyköteles                         |
| -23      | 26.735                          | Üzemi felhasználás, engedélyköteles                         |
| -22      | 26.745                          | Üzemi felhasználás, engedélyköteles                         |
| -21      | 26.755                          | Üzemi felhasználás, engedélyköteles                         |
| -20      | 26.765                          | Üzemi felhasználás, engedélyköteles                         |
| -19      | 26.775                          | Üzemi felhasználás, engedélyköteles                         |
| -18      | 26.785                          | Üzemi felhasználás, engedélyköteles                         |
| -17      | 26.795                          | Üzemi felhasználás, engedélyköteles                         |
| -16      | 26.805                          | Üzemi felhasználás, engedélyköteles                         |
| -15      | 26.815                          | Üzemi felhasználás, engedélyköteles                         |
| -14      | 26.825                          | Üzemi felhasználás, engedélyköteles                         |
| -13      | 26.835                          | Üzemi felhasználás, engedélyköteles                         |
| -12      | 26.845                          | Üzemi felhasználás, engedélyköteles                         |
| -11      | 26.855                          | Üzemi felhasználás, engedélyköteles                         |
| -10      | 26.865                          | Üzemi felhasználás, engedélyköteles                         |
| -9       | 26.875                          | Üzemi felhasználás, engedélyköteles                         |
| -8       | 26.885                          | Üzemi felhasználás, engedélyköteles                         |
| -7       | 26.895                          | Üzemi felhasználás, engedélyköteles                         |
| -6       | 26.905                          | Üzemi felhasználás, engedélyköteles                         |
| -5       | 26.915                          | Üzemi felhasználás, engedélyköteles                         |
| -4       | 26.925                          | Üzemi felhasználás, engedélyköteles                         |
| -3       | 26.935                          | Üzemi felhasználás, engedélyköteles                         |
| -2       | 26.945                          | Üzemi felhasználás, engedélyköteles                         |
| -1       | 26.955                          | Üzemi felhasználás, engedélyköteles                         |
| 1        | 26.965                          | Szabad felhasználás kivéve RC = Modellirányító alkalmazások |
| 2        | 26.975                          | Szabad felhasználás kivéve RC = Modellirányító alkalmazások |
| 3        | 26.985                          | Szabad felhasználás kivéve RC = Modellirányító alkalmazások |
| RC       | 26.995                          | Szabad felhasználás kivéve RC = Modellirányító alkalmazások |
| 4        | 27.005                          | Szabad felhasználás kivéve RC = Modellirányító alkalmazások |
| 5        | 27.015                          | Szabad felhasználás kivéve RC = Modellirányító alkalmazások |
| 6        | 27.025                          | Szabad felhasználás kivéve RC = Modellirányító alkalmazások |
| 7        | 27.035                          | Szabad felhasználás kivéve RC = Modellirányító alkalmazások |
| RC       | 27.045                          | Szabad felhasználás kivéve RC = Modellirányító alkalmazások |
| 8        | 27.055                          | Szabad felhasználás kivéve RC = Modellirányító alkalmazások |
| 9        | 27.065                          | Szabad felhasználás kivéve RC = Modellirányító alkalmazások |
| 10       | 27.075                          | Szabad felhasználás kivéve RC = Modellirányító alkalmazások |
| 11       | 27.085                          | Szabad felhasználás kivéve RC = Modellirányító alkalmazások |
| RC       | 27.095                          | Szabad felhasználás kivéve RC = Modellirányító alkalmazások |
| 12       | 27.105                          | Szabad felhasználás kivéve RC = Modellirányító alkalmazások |
| 13       | 27.115                          | Szabad felhasználás kivéve RC = Modellirányító alkalmazások |
| 14       | 27.125                          | Szabad felhasználás kivéve RC = Modellirányító alkalmazások |
| 15       | 27.135                          | Szabad felhasználás kivéve RC = Modellirányító alkalmazások |
| RC       | 27.145                          | Szabad felhasználás kivéve RC = Modellirányító alkalmazások |
| 16       | 27.155                          | Szabad felhasználás kivéve RC = Modellirányító alkalmazások |
| 17       | 27.165                          | Szabad felhasználás kivéve RC = Modellirányító alkalmazások |
| 18       | 27.175                          | Szabad felhasználás kivéve RC = Modellirányító alkalmazások |
| 19       | 27.185                          | Szabad felhasználás kivéve RC = Modellirányító alkalmazások |
| RC       | 27.195                          | Szabad felhasználás kivéve RC = Modellirányító alkalmazások |
| 20       | 27.205                          | Szabad felhasználás kivéve RC = Modellirányító alkalmazások |
| 21       | 27.215                          | Szabad felhasználás kivéve RC = Modellirányító alkalmazások |
| 22       | 27.225                          | Szabad felhasználás kivéve RC = Modellirányító alkalmazások |
| 23       | 27.255                          | Szabad felhasználás kivéve RC = Modellirányító alkalmazások |
| 24       | 27.235                          | Szabad felhasználás kivéve RC = Modellirányító alkalmazások |
| 25       | 27.245                          | Szabad felhasználás kivéve RC = Modellirányító alkalmazások |
| 26       | 27.265                          | Szabad felhasználás kivéve RC = Modellirányító alkalmazások |
| 27       | 27.275                          | Szabad felhasználás kivéve RC = Modellirányító alkalmazások |
| 28       | 27.285                          | Szabad felhasználás kivéve RC = Modellirányító alkalmazások |
| 29       | 27.295                          | Szabad felhasználás kivéve RC = Modellirányító alkalmazások |
| 30       | 27.305                          | Szabad felhasználás kivéve RC = Modellirányító alkalmazások |
| 31       | 27.315                          | Szabad felhasználás kivéve RC = Modellirányító alkalmazások |
| 32       | 27.325                          | Szabad felhasználás kivéve RC = Modellirányító alkalmazások |
| 33       | 27.335                          | Szabad felhasználás kivéve RC = Modellirányító alkalmazások |
| 34       | 27.345                          | Szabad felhasználás kivéve RC = Modellirányító alkalmazások |
| 35       | 27.355                          | Szabad felhasználás kivéve RC = Modellirányító alkalmazások |
| 36       | 27.365                          | Szabad felhasználás kivéve RC = Modellirányító alkalmazások |
| 37       | 27.375                          | Szabad felhasználás kivéve RC = Modellirányító alkalmazások |
| 38       | 27.385                          | Szabad felhasználás kivéve RC = Modellirányító alkalmazások |
| 39       | 27.395                          | Szabad felhasználás kivéve RC = Modellirányító alkalmazások |
| 40       | 27.405                          | Szabad felhasználás kivéve RC = Modellirányító alkalmazások |
| 41       | 27.415                          | Felső 40 csatorna, DX felhasználás                          |
| 42       | 27.425                          | Felső 40 csatorna, DX felhasználás                          |
| 43       | 27.435                          | Felső 40 csatorna, DX felhasználás                          |
| 44       | 27.445                          | Felső 40 csatorna, DX felhasználás                          |
| 45       | 27.455                          | Felső 40 csatorna, DX felhasználás                          |
| 46       | 27.465                          | Felső 40 csatorna, DX felhasználás                          |
| 47       | 27.475                          | Felső 40 csatorna, DX felhasználás                          |
| 48       | 27.485                          | Felső 40 csatorna, DX felhasználás                          |
| 49       | 27.495                          | Felső 40 csatorna, DX felhasználás                          |
| 50       | 27.505                          | Felső 40 csatorna, DX felhasználás                          |
| 51       | 27.515                          | Felső 40 csatorna, DX felhasználás                          |
| 52       | 27.525                          | Felső 40 csatorna, DX felhasználás                          |
| 53       | 27.535                          | Felső 40 csatorna, DX felhasználás                          |
| 54       | 27.545                          | Felső 40 csatorna, DX felhasználás                          |
| 55       | 27.555                          | Felső 40 csatorna, DX felhasználás                          |
| 56       | 27.565                          | Felső 40 csatorna, DX felhasználás                          |
| 57       | 27.575                          | Felső 40 csatorna, DX felhasználás                          |
| 58       | 27.585                          | Felső 40 csatorna, DX felhasználás                          |
| 59       | 27.595                          | Felső 40 csatorna, DX felhasználás                          |
| 60       | 27.605                          | Felső 40 csatorna, DX felhasználás                          |
| 61       | 27.615                          | Felső 40 csatorna, DX felhasználás                          |
| 62       | 27.625                          | Felső 40 csatorna, DX felhasználás                          |
| 63       | 27.635                          | Felső 40 csatorna, DX felhasználás                          |
| 64       | 27.645                          | Felső 40 csatorna, DX felhasználás                          |
| 65       | 27.655                          | Felső 40 csatorna, DX felhasználás                          |
| 66       | 27.665                          | Felső 40 csatorna, DX felhasználás                          |
| 67       | 27.675                          | Felső 40 csatorna, DX felhasználás                          |
| 68       | 27.685                          | Felső 40 csatorna, DX felhasználás                          |
| 69       | 27.695                          | Felső 40 csatorna, DX felhasználás                          |
| 70       | 27.705                          | Felső 40 csatorna, DX felhasználás                          |
| 71       | 27.715                          | Felső 40 csatorna, DX felhasználás                          |
| 72       | 27.725                          | Felső 40 csatorna, DX felhasználás                          |
| 73       | 27.735                          | Felső 40 csatorna, DX felhasználás                          |
| 74       | 27.745                          | Felső 40 csatorna, DX felhasználás                          |
| 75       | 27.755                          | Felső 40 csatorna, DX felhasználás                          |
| 76       | 27.765                          | Felső 40 csatorna, DX felhasználás                          |
| 77       | 27.775                          | Felső 40 csatorna, DX felhasználás                          |
| 78       | 27.785                          | Felső 40 csatorna, DX felhasználás                          |
| 79       | 27.795                          | Felső 40 csatorna, DX felhasználás                          |
| 80       | 27.805                          | Felső 40 csatorna, DX felhasználás                          |
| 81       | 27.815                          | Meteorológiai alkalmazások                                  |
| 82       | 27.825                          | Meteorológiai alkalmazások                                  |
| 83       | 27.835                          | Meteorológiai alkalmazások                                  |
| 84       | 27.845                          | Meteorológiai alkalmazások                                  |
| 85       | 27.855                          | Meteorológiai alkalmazások                                  |
| 86       | 27.865                          | Nem polgári felhasználás                                    |
| 87       | 27.875                          | Nem polgári felhasználás                                    |
| 88       | 27.885                          | Nem polgári felhasználás                                    |
| 89       | 27.895                          | Nem polgári felhasználás                                    |
| 90       | 27.905                          | Nem polgári felhasználás                                    |
| 91       | 27.915                          | Nem polgári felhasználás                                    |
| 92       | 27.925                          | Nem polgári felhasználás                                    |
| 93       | 27.935                          | Nem polgári felhasználás                                    |
| 94       | 27.945                          | Nem polgári felhasználás                                    |
| 95       | 27.955                          | Nem polgári felhasználás                                    |
| 96       | 27.965                          | Nem polgári felhasználás                                    |
| 97       | 27.975                          | Nem polgári felhasználás                                    |
| 98       | 27.985                          | Nem polgári felhasználás                                    |
| 99       | 27.995                          | Nem polgári felhasználás                                    |

## Érdekesség
- A CB magyarországi népszerűségéről szól a GM49 1985-ös, Digitális Majális című lemezének egyik száma, a Brékó, brékó.